# Guichón
Guichón è un comune dell'Uruguay, situato nel Dipartimento di Paysandú.